# 싸리
싸리(Lespedeza bicolor)는 낙엽이 지는 활엽관목으로, 높이는 1-2m 정도이다.

## 생태
가지는 곧지 않고 휘며, 잎은 3출겹잎으로 마주나며 잎자루를 가지고 있다. 잎에 달리는 총상화서는 참싸리와는 달리 잎보다 길다.  작은잎은 둥근 달걀 모양으로, 가장자리는 매끈하며 길이는 2-4cm 정도이다. 꽃은 늦여름에 피는데, 홍자색의 작은 나비꽃이 총상꽃차례를 이루면서 달린다. 열매는 협과로 납작한 원형을 하고 있는데, 속에는 1개의 씨가 만들어진다. 주로 산지에 많으며 한국 각지에 널리 분포하고 있다. 국외는 일본, 중국 동북부, 우수리지방에 분포하고 있다. 꽃은 7~8월 핀다.

## 참고 문헌
- 이 문서에는 다음커뮤니케이션(현 카카오)에서 GFDL 또는 CC-SA 라이선스로 배포한 글로벌 세계대백과사전의 내용을 기초로 작성된 글이 포함되어 있습니다.